# Château de la Rigaudière
Ne doit pas être confondu avec le manoir de la Rigaudière (en Rhône-Alpes).
Le château de La Rigaudière est une demeure charentaise construite pour la famille Froger de La Rigaudière au XVIIIe siècle, en style classique. Situé sur la commune de Médis en Charente-Maritime, il est classé monument historique ; son parc est inscrit à l'inventaire des monuments historiques.

## Localisation
Le château est situé sur le territoire de la commune de Médis, dans le département de la Charente-Maritime, en région Nouvelle-Aquitaine, en France.

## Historique

### Maison noble et seigneurie de La Rigaudière
Une demeure antérieure s'élevait au même emplacement, datant du XVIIe siècle. Elle pourrait dater de 1636, date inscrite sur une pierre remployée. La seigneurie de La Rigaudière est achetée le 24 janvier 1654 pour 22 800 livres tournois par André II Froger (1612-1670), négociant dans le sel, armateur, membre du consistoire protestant de La Tremblade.
Sur une carte de 1706 de Claude Masse, cette demeure est représentée comme un petit bâtiment en forme de U, avec une cour rectangulaire plus petite que l'actuelle, et un mur de clôture flanqué apparemment de deux petites tours à ses extrémités ; les routes et chemins d'accès sont les mêmes qu'actuellement. À cette époque, elle est dans les mains du fils d'André II, André III Froger (1655-1727), nouveau seigneur de La Rigaudière, lieutenant de vaisseau anobli par Louis XV en 1711 en même temps que son frère Michel Froger, le père de Michel Joseph Froger de l'Éguille. 
Elle passe ensuite au fils aîné d'André III, Michel-Honoré Froger de La Rigaudière (1687-1759), appelé auparavant Froger de La Clisse du nom d'un fief de sa mère, et qui devient lui aussi officier de marine. Au titre de La Rigaudière, Michel-Honoré rend aveu le 7 novembre 1730 à Jean Charles de Saint-Nectaire, le futur maréchal de France.

### Le château duXVIIIesiècle
André Alexandre Froger de La Rigaudière (1722-1807), fils de Michel-Honoré, devient lui aussi officier de marine, premier lieutenant de vaisseau de la Compagnie des Indes, chevalier de Saint-Louis. Il hérite du domaine et devient à son tour seigneur de La Rigaudière. C'est lui qui fait construire le château subsistant actuellement.
Le château de La Rigaudière, dans son état actuel, est construit entre 1759 et 1776. Plus précisément, selon J. Daniel, André Alexandre Froger de La Rigaudière aurait peut-être fait construire sa nouvelle demeure entre 1774 et 1776, avec le produit de la vente de mines, d'une fonderie et d'une forêt.
Pendant la Révolution française, le château est perquisitionné en mars 1790 par les autorités municipales et la Garde nationale, qui cherchaient des armes et des munitions. La demeure n'est pas endommagée. Froger de La Rigaudière n'émigre pas, ce qui sauve les bâtiments. À sa mort en 1807, la propriété passe d'abord à sa fille aînée, Marie Thérèse Jeanne Froger de La Rigaudière (née en 1753), mariée en mai 1775 à M. Montalier de Grissac, conseiller au parlement de Bordeaux, puis à sa fille cadette, Marie Julie Adélaïde Froger de La Rigaudière, qui avait épousé un lieutenant d'artillerie, Joseph Bernard de Bouët du Portal, dont la descendance l'occupe encore. Olivier de Bouët du Portal, est propriétaire de La Rigaudière de 2000 à 2015. 
A son décès, ses enfants Marie et Alexis de Bouët du Portal succédèrent à leur père.

### Monument historique, Prix Sazerac
Le château et plusieurs de ses dépendances sont classés monument historique en 1996 : après un arrêté du 14 octobre, annulé, le classement intervient par arrêté du 27 décembre 1996. Sont compris dans le classement : le château lui-même, pavillon et toiture ; les façades et les toitures des communs ; la cour et ses murs ; le jardin à l'arrière ; l'allée d'entrée ; les parcelles où se trouvent les bâtiments. Le parc est inscrit à l'inventaire général. Le prix Sazerac, fondé par Francis James Dallett, est attribué au château de La Rigaudière en 1998.

## Description

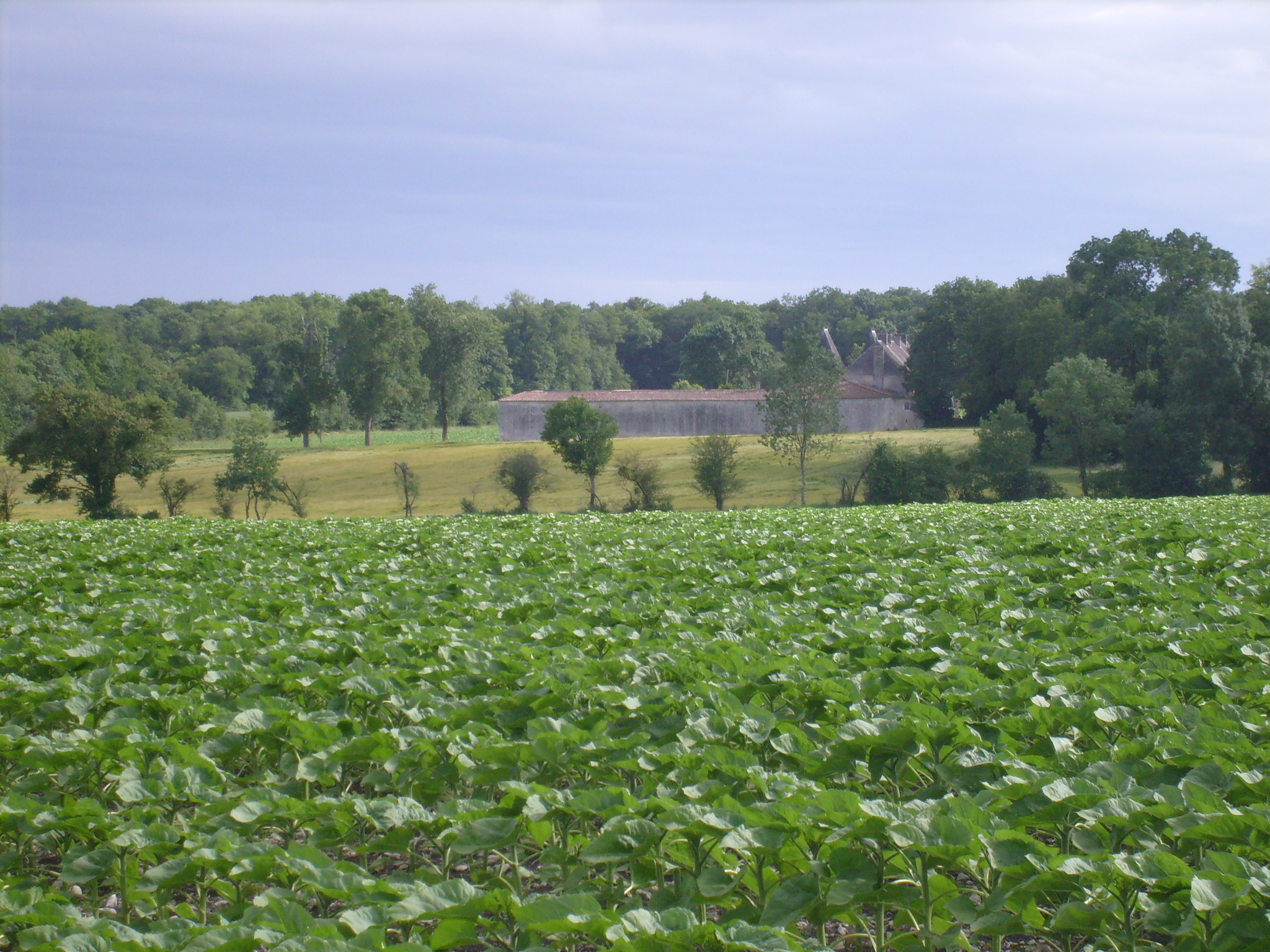

Le château proprement dit est un large pavillon formant corps de logis, avec un toit à l'Impériale. Plusieurs pièces ont des boiseries d'époque Louis XV et des dessus-de-porte peints, avec des cheminées du XVIIIe siècle.
De chaque côté du pavillon principal, des communs sont disposés en retour d'équerre, de part et d'autre d'une cour centrale.